# Streptocephalus guzmani
Streptocephalus guzmani là một loài động vật giáp xác thuộc họ Streptocephalidae. Đây là loài đặc hữu của México.